# Presidente Getúlio
Presidente Getúlio, amtlich portugiesisch Município de Presidente Getúlio, ist eine Kleinstadt des brasilianischen Bundesstaates Santa Catarina. Die Einwohnerzahl wurde zum 1. Juli 2021 auf 17.973 Bewohner geschätzt, die Getulenser(getulenses) genannt werden und auf einer Gemeindefläche von rund 297,2 km² leben.

## Geographie
Die Gemeinde liegt im Vale do Itajaí mit Höhenlagen von 250 bis 800 Metern über dem Meeresspiegel. Die Entfernung zur Hauptstadt Florianópolis beträgt 220 km.
Das Biom ist Mata Atlântica.
Umliegende Gemeinden sind José Boiteux, Ibirama, Rio do Sul, Laurentino, Rio do Oeste und Dona Emma.

## Geschichte
Sie wurde 1904 von Einwanderern aus der Schweiz als Neu-Zürich gegründet. 1934 erhielt der Ort den Namen Dalbergia, später Neu-Breslau. Durch das Staatsgesetz lei estadual nº 133 vom 30. Dezember 1953 wurde die Gemeinde aus Ibirama ausgegliedert und erhielt Stadtrechte. Sie wurde nach dem zweimaligen Präsidenten Getúlio Vargas benannt, die eigentliche Installation erfolgte am 10. Februar 1954.

## Bürgermeister
- Nelson Virtuoso (PMDB), 2017–2020
- Nelson Virtuoso MDB, 2021–2024[2]